# The White Stripes (альбом)
| Оценки критиков | Оценки критиков |
| Источник        | Оценка          |
| --------------- | --------------- |
| Allmusic        | [ 2 ]           |
| Pitchfork Media | (8.3/10)        |
| Rolling Stone   | [ 4 ]           |

The White Stripes (рус. Белые полосы) — дебютный альбом американской рок-группы The White Stripes, выпущенный в июне 1999 года. Альбом, спродюсированный Джимом Даймондом и вокалистом/гитаристом группы Джеком Уайтом, был записан в январе 1999 года в студиях Ghetto Recorders и Third Man в Детройте, Мичиган. Уайт посвятил альбом умершему в 1988 году блюзовому музыканту Сон Хаусу.

## Запись и продакшн
Джонни Уолкер из группы Soledad Brothers сыграл на слайд-гитаре в песнях «Suzy Lee» и «I Fought Piranhas». Уолкеру так же приписывают то, что он научил Джека Уайта играть слайдом, техникой, на которой сильно основаны два первые альбома The White Stripes. Уолкер объяснял: «У [Джека] был четырёхдорожник в гостиной, и он пригласил меня записать что-нибудь. В свою очередь, я показал ему как играть слайдом».

## Обзоры
Allmusic в своём обзоре пишет:
«Своеобразный голос Джека Уайта напоминает сочетание панка, метала, блюза и кантри, тогда как его игра на гитаре, в сочетании с лирическими штрихами слайда и изысканными соло, великолепна и приятна... Мэг Уайт уравновешивает гитарные риффы переплетёнными, методическими, умеренными и гулкими тарелкой, большим и малым барабанами... Целиком DIY-панк-кантри-блюз-метал-авторско-исполнительское дуо должно звучать соответствующе».

## Список композиций
Слова и музыка всех песен — написаны Джеком Уайтом за исключением указанных.
| №   | Название                                            | Длительность |
| --- | --------------------------------------------------- | ------------ |
| 1.  | «Jimmy the Exploder»                                | 2:29         |
| 2.  | «Stop Breaking Down» (Роберт Джонсон)               | 2:20         |
| 3.  | «The Big Three Killed My Baby»                      | 2:29         |
| 4.  | «Suzy Lee»                                          | 3:21         |
| 5.  | «Sugar Never Tasted So Good»                        | 2:54         |
| 6.  | «Wasting My Time»                                   | 2:13         |
| 7.  | «Cannon»                                            | 2:30         |
| 8.  | «Astro»                                             | 2:42         |
| 9.  | «Broken Bricks» (The White Stripes / Стивен Гиллис) | 1:51         |
| 10. | «When I Hear My Name»                               | 1:54         |
| 11. | «Do»                                                | 3:05         |
| 12. | «Screwdriver»                                       | 3:14         |
| 13. | «One More Cup of Coffee» (Боб Дилан)                | 3:13         |
| 14. | «Little People»                                     | 2:22         |
| 15. | «Slicker Drips»                                     | 1:30         |
| 16. | «St. James Infirmary Blues» (народная)              | 2:24         |
| 17. | «I Fought Piranhas»                                 | 3:07         |

| №   | Название            | Длительность |
| --- | ------------------- | ------------ |
| 18. | «Let's Shake Hands» | 2:01         |
| 19. | «Lafayette Blues»   | 2:15         |

## Участники записи
The White Stripes
- Джек Уайт — вокал, гитара, фортепиано, продакшн
- Мег Уайт — ударные

Дополнительный персонал
- Джонни Уолкер — слайд-гитара («Suzy Lee», «I Fought Piranhas»)
- Джим Даймонд — продакшн, инженеринг
- Ко Мелина Зудеко — оформление
- Хизер Уайт — оформление

## Позиции в чартах
| Чарт (2004)                         | Позиция |
| ----------------------------------- | ------- |
| Франция (SNEP)                      | 159     |
| UK Albums (Official Charts Company) | 142     |

## Издания
| Страна         | Дата                | Лейбл                            | Формат        |
| -------------- | ------------------- | -------------------------------- | ------------- |
| США            | 15 июня 1999 года   | Sympathy for the Record Industry | Грампластинка |
| США            | 15 июня 1999 года   | Sympathy for the Record Industry | CD            |
| Великобритания | 26 ноября 2001 года | XL Recordings                    | CD            |
| Великобритания | 26 ноября 2001 года | XL Recordings                    | Грампластинка |
| США            | 11 июня 2002 года   | V2 Records                       | CD            |
| Япония         | 19 марта 2003 года  | V2 Records Japan                 | CD            |
| США            | 30 ноября 2010 года | Third Man Records                | Грампластинка |